# Beetlebum
Beetlebum è un singolo della band inglese Blur, estratto dall'album Blur nel 1997.

## Il brano
Si tratta del primo brano estratto come singolo dal quinto album della band. Damon Albarn ha dichiarato che la canzone parla dell'eroina e delle esperienze di droga che aveva in quel periodo con la sua fidanzata di allora, la musicista Justine Frischmann, membro degli Elastica. Il titolo è, di fatto, un riferimento all'espressione chasing the beetle (tradotto letteralmente "dare la caccia allo scarabeo"), con cui si intende il gesto di inalare il fumo di eroina riscaldata su un pezzo di carta stagnola.

## Il video
Il video del brano è stato diretto dalla regista Sophie Muller ed è stato girato a Londra.

## Tracce
7"
1. Beetlebum – 5:05
2. Woodpigeon Song – 1:41

CD 1
1. Beetlebum – 5:05
2. All Your Life – 4:11
3. A Spell (For Money) – 3:31

CD 2
1. Beetlebum – 5:05
2. Beetlebum (Mario Caldato Jr. Mix) – 5:04
3. Woodpigeon Song – 1:41
4. Dancehall – 3:11

## Formazione
- Damon Albarn - voce
- Graham Coxon - chitarra, voce
- Alex James - basso
- Dave Rowntree - batteria

## Classifiche
| Classifica (1997) | Posizione massima |
| ----------------- | ----------------- |
| Australia         | 35                |
| Europa            | 9                 |
| Finlandia         | 3                 |
| Germania          | 85                |
| Irlanda           | 8                 |
| Nuova Zelanda     | 34                |
| Paesi Bassi       | 87                |
| Regno Unito       | 1                 |
| Spagna            | 2                 |
| Svezia            | 39                |